# Gutenberg-Denkmal (Mainz)

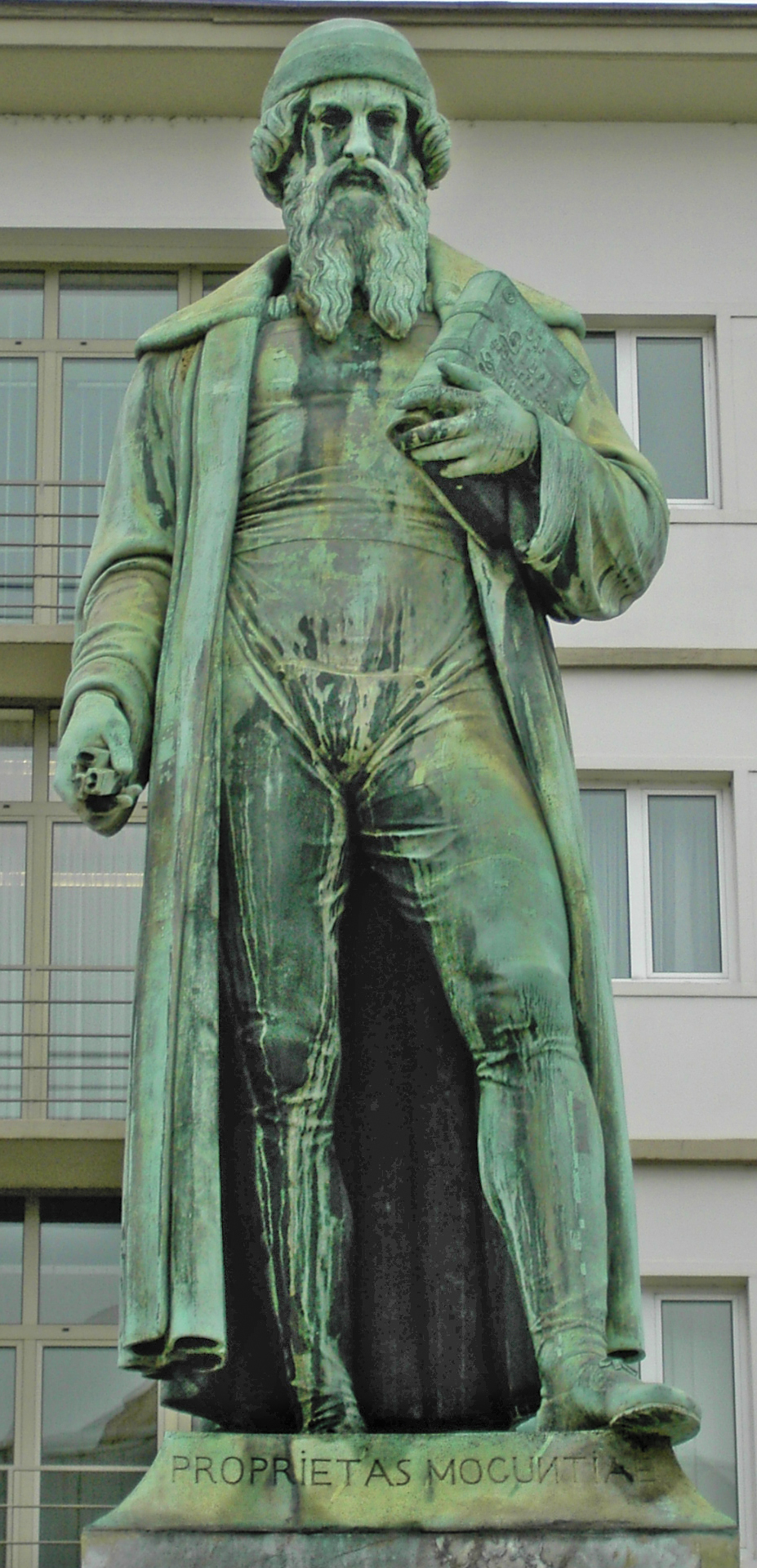
Gutenberg-Denkmal von Bertel Thorvaldsen (1837)

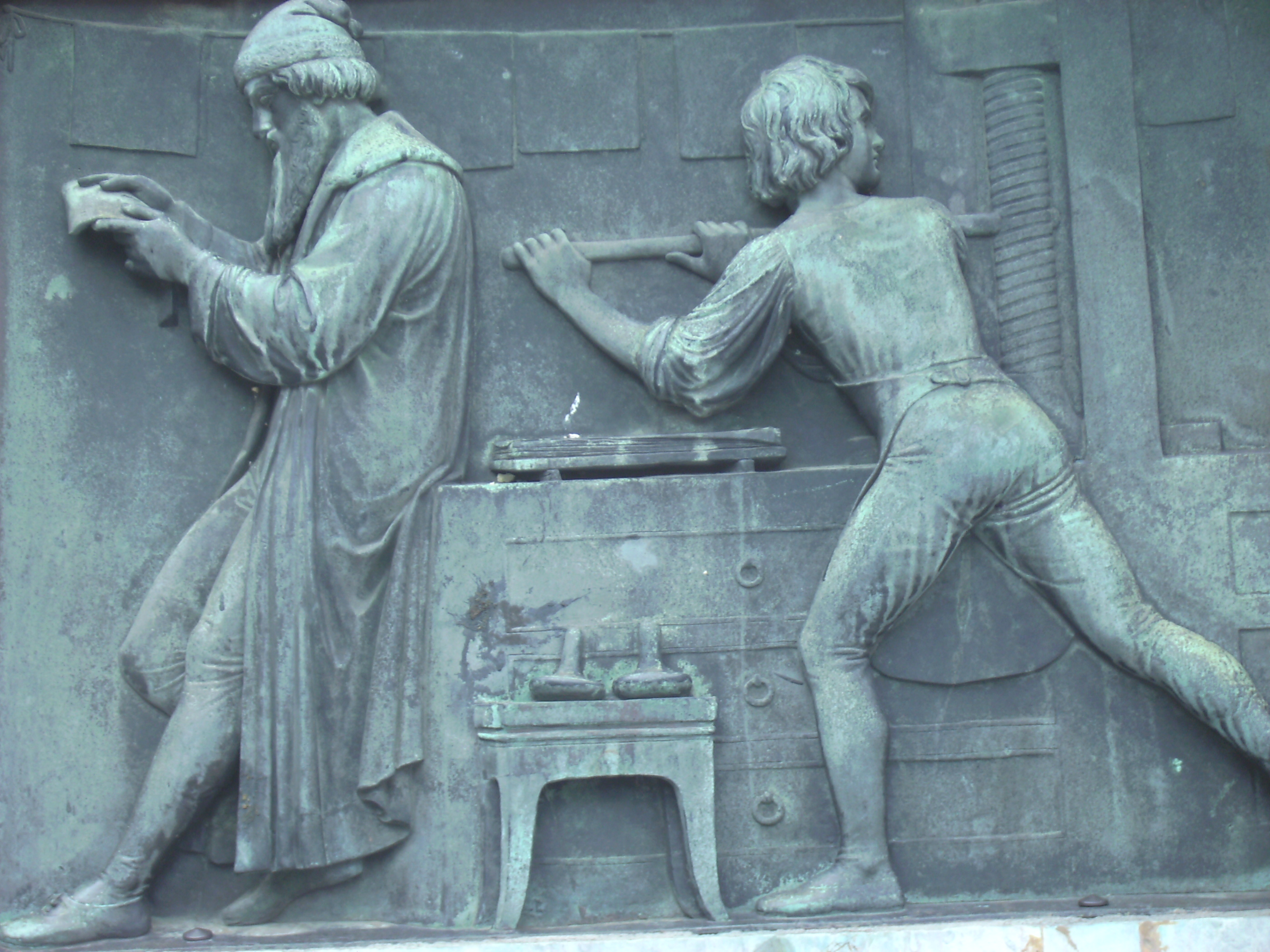
Gutenbergdenkmal Thorvaldsen Detail (Relief)

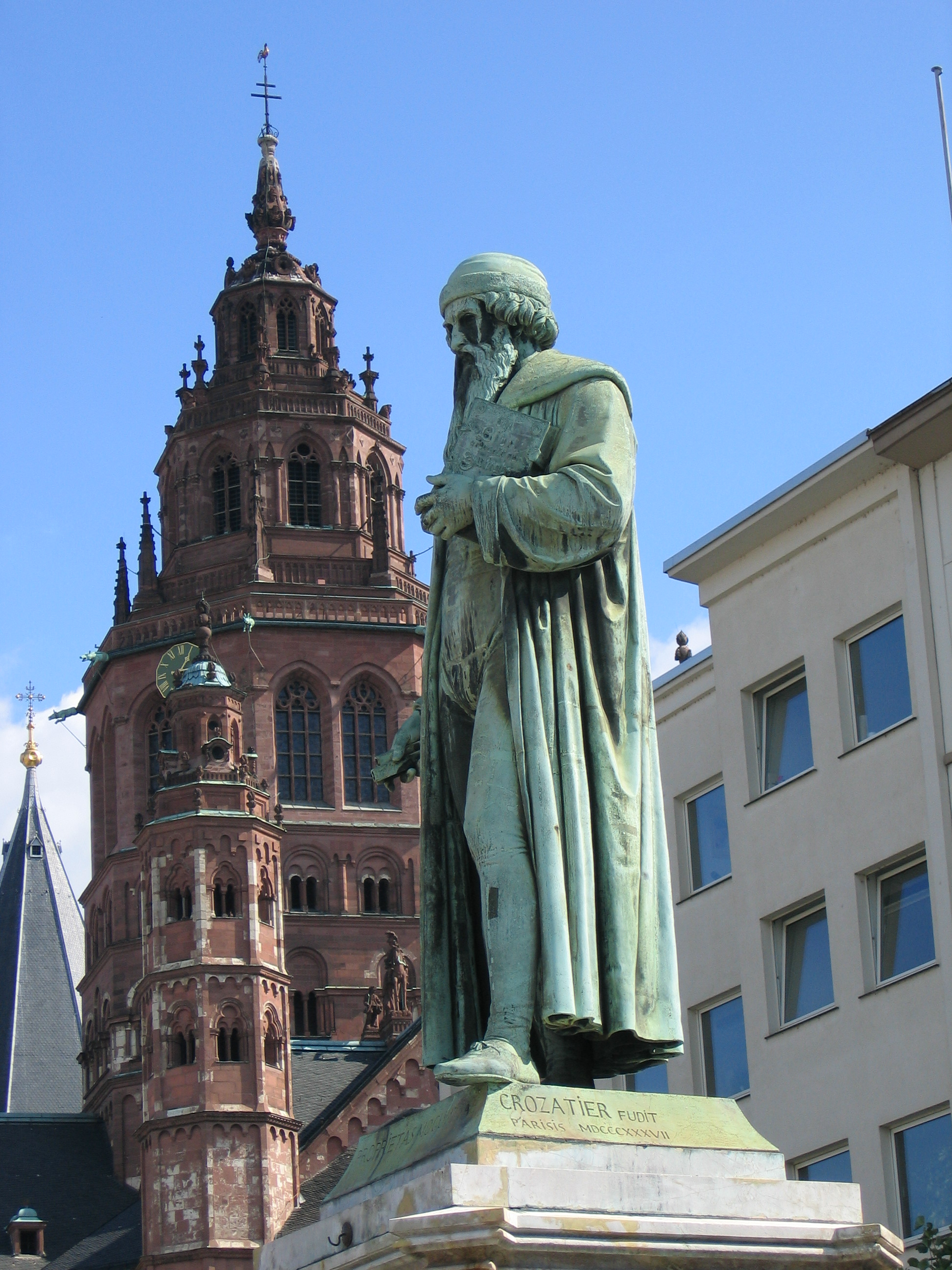
Im Hintergrund der Mainzer Dom

Denkmäler, die an Johannes Gutenberg erinnern, gibt es unter anderem in Mainz, Straßburg und Frankfurt am Main.
Von besonderer Bedeutung ist das Mainzer Gutenberg-Denkmal von 1837, das als das erste bürgerliche Denkmal im vollen Sinne des Wortes gilt, da es einen Bürgerlichen auf den Denkmalssockel hob und vom Bürgertum angeregt und getragen wurde. Die Entstehungsgeschichte des Mainzer Gutenberg-Denkmals von dem ersten Vorschlag, des berühmtesten Sohnes der Stadt in Form eines Monumentes zu gedenken, bis zu seiner Ausführung reicht über fast ein halbes Jahrhundert.

## Gutenberg-Rezeption in der Zeit der Mainzer Republik (1792/93)
Den ersten Vorschlag, Johannes Gutenberg in seiner Geburtsstadt Mainz ein Denkmal zu setzen, machte Georg Christian Wedekind in der revolutionären Zeitschrift „Der Patriot“. Er schloss damit an eine Rede des Jakobiners Anacharsis Cloots an, der 1792 vor der französischen Nationalversammlung die Überführung der sterblichen Überreste Gutenbergs in das Panthéon nach Paris gefordert hatte. Cloots sah in Gutenberg einen der Ahnherren der Französischen Revolution, da dessen Erfindung der Buchdruckerkunst sie erst möglich gemacht habe. An diese Sichtweise von Gutenberg als Revolutionär wurde noch im selben Jahr in Mainz angeknüpft, wo sich unter dem Schutz des französischen Militärs eine Revolution im Kleinen abgespielt hatte. Zu einer Ausführung des Denkmals kam es jedoch nicht, da die über den Rhein heranrückenden Koalitionstruppen der Mainzer Republik ein Ende setzten.

## Denkmalpläne im französischen Mainz (1798–1814)
1798 wurde Mainz Teil von Frankreich und blieb es für die nächsten 16 Jahre. Unter der französischen Herrschaft wurden die Denkmal-Pläne wieder aufgegriffen. Per Dekret von Napoléon I. durch seinen Departementbaudirektor J. F. Eustache de St. Far wurde ab 1804 zunächst der äußere Rahmen geplant. Abermals kam es jedoch nicht zu ihrer Realisierung, da die Ressourcen durch die anhaltenden Kriege anderweitig gebunden waren. Geschaffen wurde jedoch in der Nähe des Mainzer Domes der Gutenbergplatz (Place Guttemberg) als Teil einer Paradestraße mit dem Namen Grande Rue Napoléon, der bis zum heutigen Tag diesen Namen trägt und auf dem damals schon ein Denkmal vorgesehen war.

## Das Gutenberg-Denkmal von Joseph Scholl (1827)
1816 wurde Mainz Teil des Großherzogtums Hessen. Die Forderungen nach einem Gutenberg-Denkmal kamen nun von Seiten der Bürgerschaft. Schließlich schlossen sich die Mainzer Casino-Gesellschaft und der Kunstverein zusammen und gaben bei dem lokalen Künstler Joseph Scholl eine mannshohe Sandsteinfigur Gutenbergs in Auftrag. Finanziert wurde dieses Denkmal aus Spenden. Es stand zunächst im Innenhof der Casino-Gesellschaft, so dass es nicht den Charakter eines öffentlichen, städtischen Denkmals, sondern den eines privaten trug. Ab Ende der 1920er Jahre stand das Denkmal im Eingangsbereich des „Hofes zum römischen Kaiser“, in dem das Gutenberg-Museum untergebracht ist. Seit 2019 steht die Figur im gläsernen Verbindungsgang des Museums und ist rund um die Uhr zu sehen.

## Das Gutenberg-Denkmal von Bertel Thorvaldsen (1837)

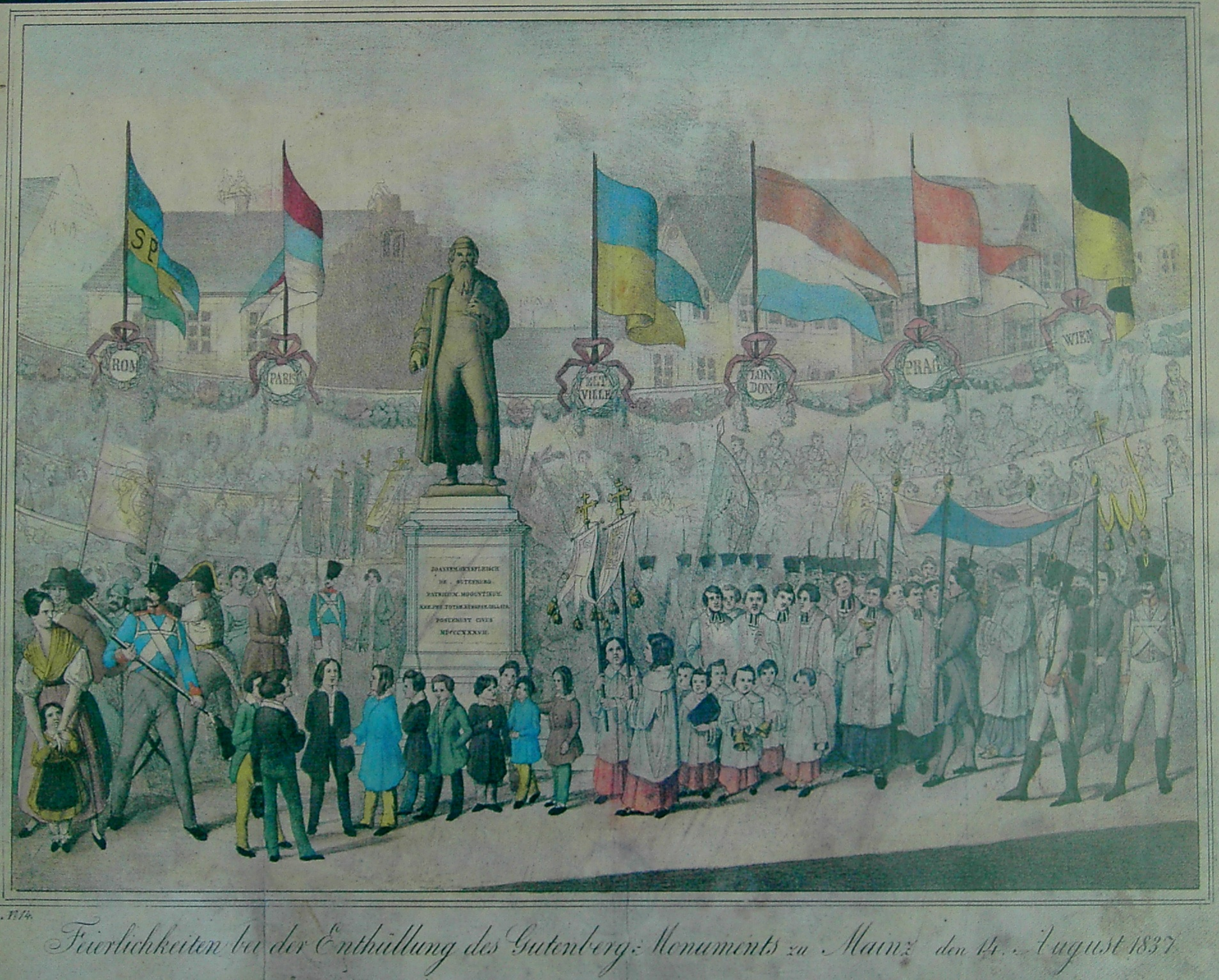
Festzug anlässlich der Einweihung des Denkmals (1837)

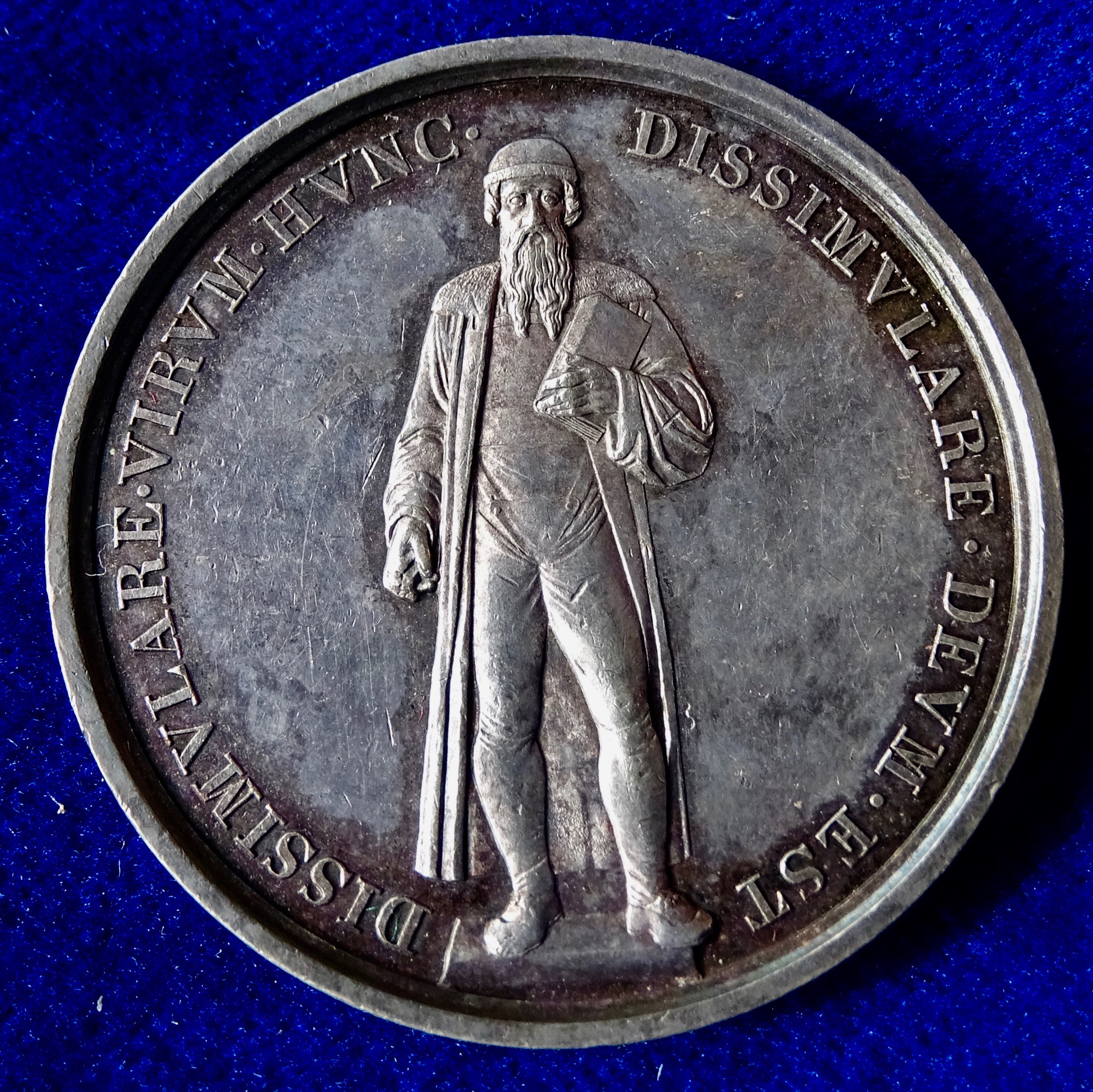
Das Denkmal 1840 auf der Medaille von Neuss auf das 400-jährige Jubiläum der Erfindung der Buchdruckkunst mit beweglichen Lettern.

Mit dem Denkmal von Scholl wollte sich das Mainzer Bürgertum jedoch nicht zufriedengeben; es wurde von Anfang an als Provisorium betrachtet. Kurz nach dessen Aufstellung begannen bereits die Vorbereitungen, ein öffentliches Denkmal von europäischem Rang zu realisieren. Dazu wurde eine europäische Subskription ins Leben gerufen und Spendenlisten in deutscher, französischer und englischer Sprache wurden in alle Teile Europas versandt. Den Mainzern gelang es, den bekannten dänischen Bildhauer Bertel Thorvaldsen als Künstler zu gewinnen. Gegossen wurde das Denkmal in Paris in der Werkstatt von Charles Crozatier. 1837 kam dann das Denkmal auf dem Gutenberg-Platz zur Aufstellung und wurde mit einem feierlichen Festakt eingeweiht.

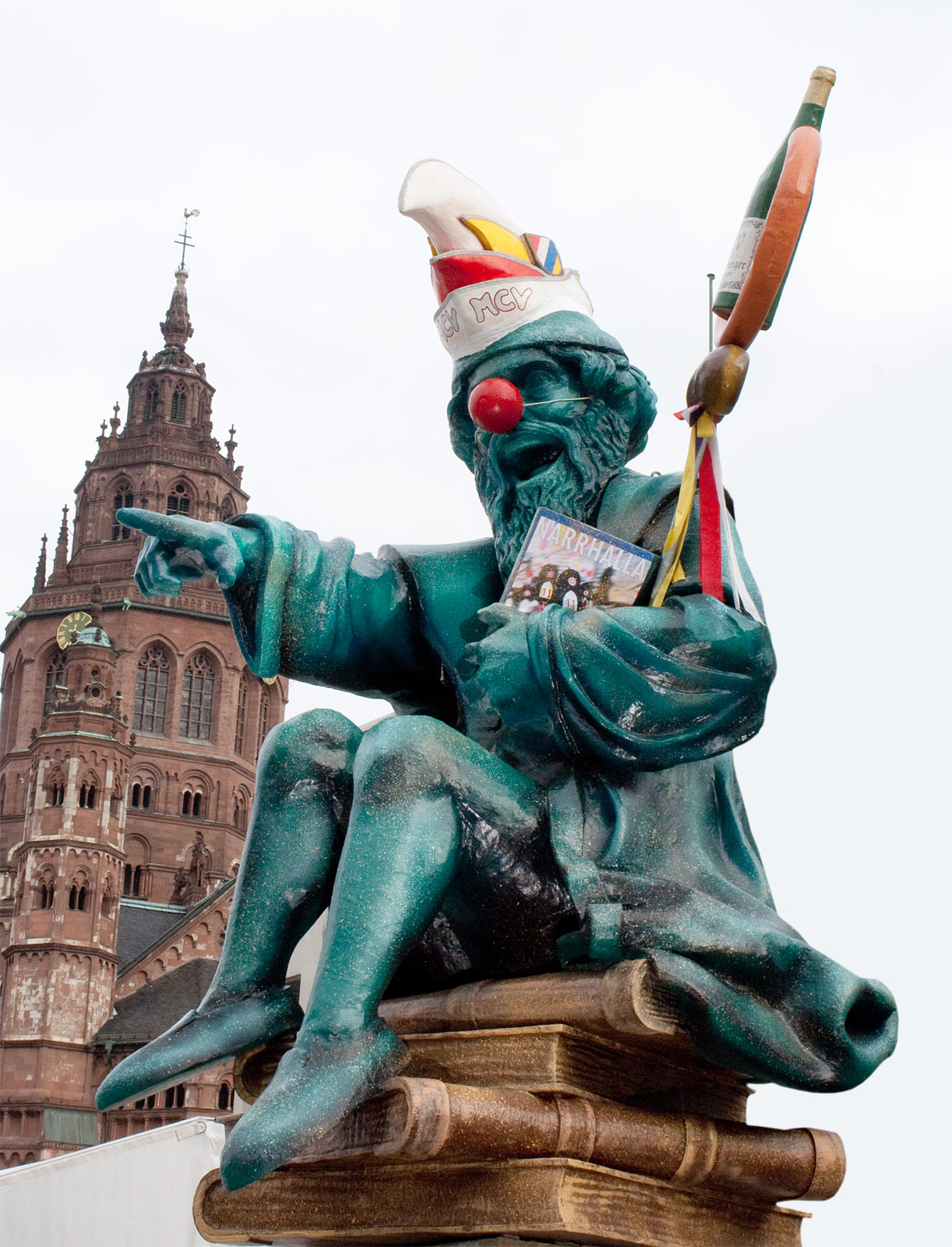
Ersatz-Gutenberg während der Fastnachtkampagne 2009

Im Mai 2008 wurde das Denkmal wegen erheblicher Schäden am Lahnmarmor, aber vor allem wegen Rissen und Korrosion an der Bronze und selbst im stabilisierenden Kern in eine Spezialwerkstatt für Metallrestaurierung nach Regensburg gebracht. Seitdem war der Sockel verwaist; nur eine Tafel wies auf den Verbleib der Statue Johannes Gutenbergs hin. Zur Fastnachtskampagne 2009 wurde kurzfristig die Pappmachéfigur von Johannes Gutenberg – die sonst auf dem Motivwagen des Rheinland-Pfalz-Tag Umzuges mitfährt – umgestaltet und auf den Sockel gehievt. Anfang Dezember des gleichen Jahres wurde eine Art Adventskranz auf dem Sockel installiert, um eine weitere Besteigung durch unberechtigte Personen zu vermeiden.
Die Sanierung sollte ursprünglich bis Frühjahr 2010 andauern. Das Denkmal kehrte jedoch bereits am 4. Februar 2010 an seinen Platz zurück.
Koordinaten: 49° 59′ 55,7″ N, 8° 16′ 17,9″ O